# Hypsirhynchus melanichnus
Hypsirhynchus melanichnus är en ormart som beskrevs av Cope 1862. Hypsirhynchus melanichnus ingår i släktet Hypsirhynchus och familjen snokar. Inga underarter finns listade i Catalogue of Life.
Arten förekommer på Hispaniola i Västindien. Honor lägger ägg.